# 제10지역지원단
제10지역지원단(10th Support Group (Regional), 第10地域支援群)은 오키나와현 도리이 스테이션에 주둔하며 주일 미국 육군에 전구 지원을 수행하고 있는 일본 지역지원단이다. 제8전구지원사령부 예속부대로서, 7개 대대와 9개 중대 규모의 부대에 지휘통제(C2)를 제공한다.
별명은 "Ronin Warriors→낭인 전사들".

## 역사
처음에는 1986년 2월 18일에 도리이 스테이션의 USAG 오키나와 사령부가 임시 제10지역지원단(10th Area Support Group)로 재편성되어 활동하다가, 1987년 10월 15일에 정규군 정식부대가 되었다.
2011년 3월 11일 일본 혼슈의 도호쿠 지방에 강도 9.0의 지진이 일어났다. 주일 미군은 즉각적으로 도모다치 작전을 집행하여 일본의 재난에 도왔는데, 제10지역지원단은 센다이 공항으로 가서 인도주의적 구호활동에 참가하였다. 육군 우수부대표창을 수여받았다. 10월 1일에 아시아-태평양 지역에 전개하거나 주둔하는 부대를 지원하도록 임무가 개편되었다.
2013년 6월 29일, 제83병기대대가 아카즈키 탄약창으로 재편성되었다.

## 산하 조직

### 현재
- 탄약창 (옛 "제83병기대대") - 캠프 구레, 아키즈키 탄약창
- 제35전투유지지원대대 "사무라이들"(Samurais) (옛 "제35지원근무대대") - 가나가와 현 사가미 종합 보급창
  - 제623이동통제대
  - 제88헌병파견대 - USAG-J 지원
  - 제901헌병파견대 - USAG-J 지원
- 제247헌병파견대 - USAG-O 지원

### 이전
- 제505병참대대 - 연료와 식수 공급

## 역대 단장
| 계급 | 성명                                          | 취임             | 이임            |
| ---- | --------------------------------------------- | ---------------- | --------------- |
| 대령 | 제임스 H. 그리핀 James H. Griffin             | 1987년 10월 15일 | 1988년 5월      |
| 대령 | 조지 E. 할리 George E. Harley                 | 1988년 8일       | 1990년 7월      |
| 대령 | 윌리엄 D. 브리스토 Jr. William D. Bristow Jr. | 1990년 7일       | 1992년 7월      |
| 대령 | 제이 S. 러셀 Jay S. Russell                   | 1992년 7일       | 1994년 7월      |
| 대령 | 존 A. 맨데빌레 John A. Mandeville             | 1994년 7월 일    | 1996년 6월      |
| 대령 | 게리 G. 비숍 Gary G. Bishop                   | 1996년 6일       | 1998년 6월 일   |
| 대령 | 로버트 J. 맥네일 Robert J. McNeil             | 1998년 6일       | 2000년 6월      |
| 대령 | 마이클 J. 설리번 Michael J. Sullivan          | 2000년 6일       | 2002년 6월      |
| 대령 | 자니스 M. 베리 Janice M. Berry                | 2002년 6일       | 2004년 6월 29일 |
| 대령 | 앤서니 L. 윌리엄스 Anthony L. Williams        | 2004년 6월 29일  | 2006년 7월      |
| 대령 | 케네시 S. 룬드그렌 Kenneth S. Lundgren        | 2006년 7일       | 2008년 7월      |
| 대령 | 제임스 E. 우드다드 James E. Woodard           | 2008년 7일       | 2010년 7월      |
| 대령 | 랜스 R. 쾨니히 Lance R. Koenig.               | 2010년 7일       | 2012년 7월 24일 |
| 대령 | 세일라 A. 브라이얀트 Sheila A. Bryant         | 2012년 7월 24일  | 2014년 7월 24일 |
| 대령 | 레온 G. 플루머 Leon G. Plummer                | 2014년 7월 23일  | 2016년 7월 13일 |
| 대령 | 데렉 젠센 Derek Jansen                        | 2016년 7월 13일  | 현재            |

## 기록

### 소속
1. 제9전구지원사령부; 1987년 ~ 2007년
2. 제8전구지원사령부; 2007년 ~ 2011년
3. 주일 미국 육군
  - 1987년 ~ 2005년
  - 2011년 ~ 현재

### 장식
| 스트리머          | 내역                                            |
| ----------------- | ----------------------------------------------- |
| 육군 우수부대표창 | 도모다치 작전, 2011년 3월 11일 ~ 2011년 5월 5일 |

## 참고
1. ↑  Chip Steitz (2013년 6월 29일). “After Serving 66 Years 83rd Ordnance Battalion Cases Its Colors”. 오키나와 현, 도리이 스테이션: 제10지역지원단 공모부. 2017년 2월 2일에 원본 문서에서 보존된 문서. 2017년 1월 20일에 확인함.
2. ↑  “10th Support Group (Regional) Commanders” (영어). 10th Support Group (Regional) PAO. 2016년 12월 3일에 원본 문서에서 보존된 문서. 2018년 5월 2일에 확인함.

- “Headquarters and Headquarters Company 10th Support Group”. 《history.army.mil》 (영어). 미국 육군 역사관. 2017년 3월 3일. 2018년 5월 2일에 확인함.
- “10th Support Group”. 《globalsecurity.org》 (영어). 2017년 1월 20일에 확인함.